# Séisme de 2021 de Mansfield
Le séisme de Mansfield est un tremblement de terre intraplaque qui s'est produit en Australie, dans l'État de Victoria, dans les Alpes australiennes, à une cinquantaine de kilomètres au sud-ouest de la ville de Mansfield, au nord-est de Melbourne. La secousse principale d'une magnitude de 5,9 s'est produite le 22 septembre 2021 à 9 h 15. S'il n'y a aucune victime, des dégâts sont constatés, notamment à Melbourne avec la fissuration de nombreux bâtiments et la chute d'objets et d'éléments urbains divers.
Le relatif faible risque sismique de l'Australie en général rend cette secousse notable, d'autant plus qu'il est légèrement plus puissant que celui de Newcastle en 1989 qui avait provoqué le décès de treize personnes. Ce contexte sismique est à l'origine d'une grosse frayeur et de quelques courtes scènes de panique chez les habitants de Melbourne, peu habitués aux tremblements de terre.